# Аксарай (Стамбул)
Аксарай (тур. Aksaray (Istanbul), букв. «белый дворец») — один из жилых микрорайонов района Фатих, расположенный по соседству с микрорайоном Лалели исторического округа Эминёню в европейской части современного Стамбула, Турция. В культурно-историческом плане Лалели известен благодаря расположению рядом с ним одного из памятников истории — Мечеть Валиде. В настоящее время Аксарай, как и соседние Лалели и Беязыт, ориентирован на развитие туризма и торговлю со странами Восточной Европы, в первую очередь с СНГ, а также Румынией. Здесь нередко можно встретить русскоговорящий рабочий персонал (в том числе из бывшего СССР), а также многочисленные надписи на русском языке в закусочных и гостиницах. Жилой район Аксарай в значительной степени сам населён выходцами из бывшего СССР.